# Dayah Timu
Dayah Timu is een bestuurslaag in het regentschap Pidie Jaya van de provincie Atjeh, Indonesië. Dayah Timu telt 323 inwoners (volkstelling 2010).